# Hemmingen, Ludwigsburg
Hemmingen är en kommun och ort i Landkreis Ludwigsburg i regionen Stuttgart i Regierungsbezirk Stuttgart i förbundslandet Baden-Württemberg i Tyskland.
Kommunen ingår i kommunalförbundet Schwieberdingen-Hemmingen tillsammans med kommunen Schwieberdingen.